# Challenger di Roseto degli Abruzzi 2022
Il Challenger di Roseto degli Abruzzi 2022 è stato un torneo maschile di tennis professionistico. È stata la 1ª edizione del torneo, facente parte della categoria Challenger 80 nell'ambito dell'ATP Challenger Tour 2022 con un montepremi di 45 730 €. Si è svolto dal 7 al 13 marzo 2022 sui campi in terra rossa del Tennis Club Roseto a Roseto degli Abruzzi, in Italia.

## Partecipanti

### Teste di serie
| Nazionalità | Giocatore               | Ranking* | Testa di serie |
| ----------- | ----------------------- | -------- | -------------- |
| Spagna      | Carlos Taberner         | 107      | 1              |
| Italia      | Stefano Travaglia       | 111      | 2              |
| Spagna      | Bernabé Zapata Miralles | 118      | 3              |
| Serbia      | Nikola Milojević        | 127      | 4              |
| Slovacchia  | Andrej Martin           | 128      | 5              |
| Portogallo  | Nuno Borges             | 165      | 6              |
| Italia      | Flavio Cobolli          | 178      | 7              |
| Italia      | Gian Marco Moroni       | 183      | 8              |

* Ranking al 28 febbraio 2022.

### Altri partecipanti
I seguenti giocatori hanno ricevuto una wild card per il tabellone principale:
- Francesco Maestrelli
- Francesco Passaro
- Andrea Del Federico

I seguenti giocatori sono entrati in tabellone come alternate:
- Duje Ajduković
- Andrea Arnaboldi
- Lukáš Rosol

I seguenti giocatori sono passati dalle qualificazioni:
- Nikolás Sánchez Izquierdo
- Carlos Gimeno Valero
- Luciano Darderi
- Calvin Hemery
- Alexis Gautier
- Matteo Arnaldi

Il seguente giocatore è entrato in tabellone come lucky loser:
- Elmar Ejupović

## Campioni

### Singolare
Carlos Taberner ha sconfitto in finale  Nuno Borges con il punteggio di 6–2, 6–3.

### Doppio
Hugo Nys /  Jan Zieliński hanno sconfitto in finale  Roman Jebavý /  Philipp Oswald con il punteggio di 7–6(2), 4–6, [10-3].